# 球風火
球風火合唱團，坊間或譯大地風火，是由莫里斯·懷特帶領的美國男子音樂樂團，1969年於芝加哥伊利諾伊州成立。曾獲6次格林美獎及20次提名。他們擁有超過50張金唱片及白金唱片。至今，他們唱片的全球銷量超過9000萬張。
邁爾士·戴維斯（Miles Davis）曾評EW&F為「他的最愛」及「最佳」。昆西·瓊斯（Quincy Jones）也曾表示他從第一天開始便是EW&F的超級歌迷。EW&F成員之一的賴夫尊遜（Ralph Johnson）曾驕傲地說：「根據統計，在每1分38秒鐘內，全球就會有一家電台播放我們的歌曲。」

## 成員

### 現任成員
- 菲利普·貝利（Philip Bailey） – 歌手、康加鼓、打擊樂器、卡林巴鐵片琴 (1972–1984、1987–現在)
- 維爾丁·懷特（Verdine White） – 貝斯、打擊樂器、歌手 (1970–1984、1987–現在)
- 拉尔夫·约翰逊（英语：Ralph Johnson (musician)）（Ralph Johnson） – 爵士鼓、打擊樂器、歌手 (1972-1984、1987–現在)
- B·大衛·惠特沃思（B. David Whitworth） – 打擊樂器、歌手 (1996–現在)
- 麥倫·麥金利（Myron McKinley） – 鍵盤、音樂總監 (2001–現在)
- 約翰·帕里斯（John Paris） – 爵士鼓、歌手 (2001–現在)
- 菲利普·多倫·貝利（Philip Doron Bailey） – 歌手、打擊樂器 (2009–現在)
- 莫里斯·歐唐納（Morris O'Connor） – 主音吉他、歌手 (2008–現在)
- 瑟格·迪米特里耶維奇（Serg Dimitrijevic） – 節奏吉他、歌手 (2014–現在)

### 前成員
| - 莫里斯·懷特（Maurice White） – 歌手、卡林巴鐵片琴、爵士鼓、打擊樂器、創團人與團長 (1970–1984、1987–2016；2016年去世) - 麥可·比爾（Michael Beal） – 吉他、口琴 (1970–1972) - 萊斯利·德雷頓（Leslie Drayton） – 小號 (1970–1972) - 韋德·弗萊蒙斯（Wade Flemons） – 電鋼琴、歌手 (1970–1972；1993年去世) - 亞科夫·班·以色列（Yackov Ben Israel） – 康加鼓、打擊樂器 (1970–1972) - 雪莉·史考特（Sherry Scott） – 歌手 (1970–1972) - 亞歷山大·湯瑪士（Alexander Thomas） – 長號 (1970–1972) - 查斯特·華盛頓（Chester Washington） – 次中音薩克斯風 (1970–1972) - 唐·懷特黑德（Don Whitehead） – 原聲/電鋼琴、歌手 (1970–1972) - 海倫娜·戴維斯（Helena Davis） – 歌手 (1972) - 羅蘭·鮑帝斯塔（Roland Bautista） – 主音/節奏吉他、歌手 (1972–1973、1981–1984；2012年去世) - 潔西卡·克里夫斯（Jessica Cleaves） – 歌手 (1972–1973；2014年去世) - 賴瑞·鄧恩（Larry Dunn） – 鍵盤、合成器、迷你穆格、音樂總監 (1972–1984) | - 羅尼·勞斯（Ronnie Laws） – 長笛、高音/次中音薩克斯風 (1972–1973) - 強尼·格拉罕（Johnny Graham） – 主音/節奏吉他、小號、打擊樂器 (1973–1980) - 阿爾·麥凱（Al McKay） – 主音/節奏吉他、西塔琴、打擊樂器、歌手 (1973–1980) - 安德魯·沃爾福克（Andrew Woolfolk） –長笛、薩克斯風、打擊樂器 (1973–1984、1987–1993) - 佛雷德·懷特（Fred White） –爵士鼓、打擊樂器 (1973–1984) - 貝羅伊德·泰勒（Beloyd Taylor） – 打擊樂器、歌手 (1981–1982；2014年去世) - 索尼·艾莫瑞（Sonny Emory） – 主音/節奏吉他、西塔琴、打擊樂器、歌手 (1987–1999) - 謝爾登·雷諾茲（Sheldon Reynolds） – 主音/節奏吉他、歌手 (1987–2002) - 迪克·史密斯（Dick Smith） – 主音/節奏吉他、歌手 (1987–1991) - 萬斯·泰勒（Vance Taylor） – 鍵盤、音樂總監 (1987–1993) - 麥克·馬奈（Mike McKnight） – 技術員、鍵盤 (1987–1999) | - 佛雷德·拉弗爾（Fred Ravel） – 鍵盤、音樂總監 (1992–1996) - 莫里斯·普雷瑟（Morris Pleasure） – 鍵盤、貝斯、音樂總監 (1993–2001) - 大衛·羅梅羅（David Romero） – 打擊樂器 (1993–1999) - 卡爾·卡威爾（Carl Carwell） – 歌手 (1994–1997) - 羅伯特·布羅金斯（Robert Brookins） – 鍵盤、音樂總監 (1994–1997；2009年去世) - 高登·坎貝爾（Gordon Campbell） – 爵士鼓 (1999–2001) - 鮑比·岡薩雷斯（Bobby Gonzales） – 主音/節奏吉他、歌手 (2001–2002) - 丹尼爾·德·羅斯·雷耶斯（Daniel de los Reyes） – 打擊樂器 (2001–2004) - 金柏莉·布魯爾（Kimberly Brewer） – 歌手 (2002–2004) - 約翰·強森（John Johnson） – 主音/節奏吉他、歌手 (2002–2004) - 克麗斯托·貝利（Krystal Bailey） – 歌手 (2004) - 金·強森（Kim Johnson） – 主音/節奏吉他、歌手 (2004–2009) - 「G-Mo」葛雷格·莫爾（Greg "G-Mo" Moore） – 節奏吉他、歌手 (2002–2014) - 維丁·奇伯斯汀（Vadim Zilberstein） – 主音吉他、歌手 (2004–2008) |

## 外部連結
- （英文）Earth, Wind & Fire 官方網站 （页面存档备份，存于）